# Svensk formgivning

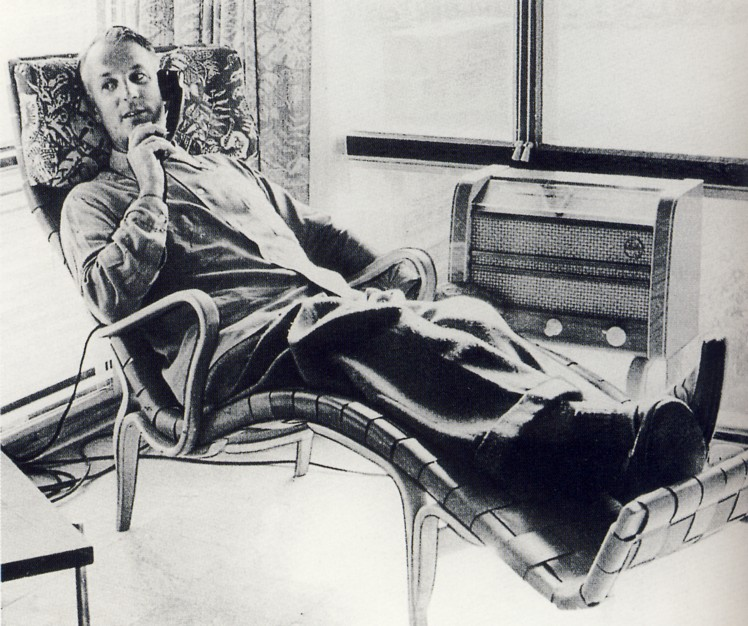
Bruno Mathsson i sitt hem 1950

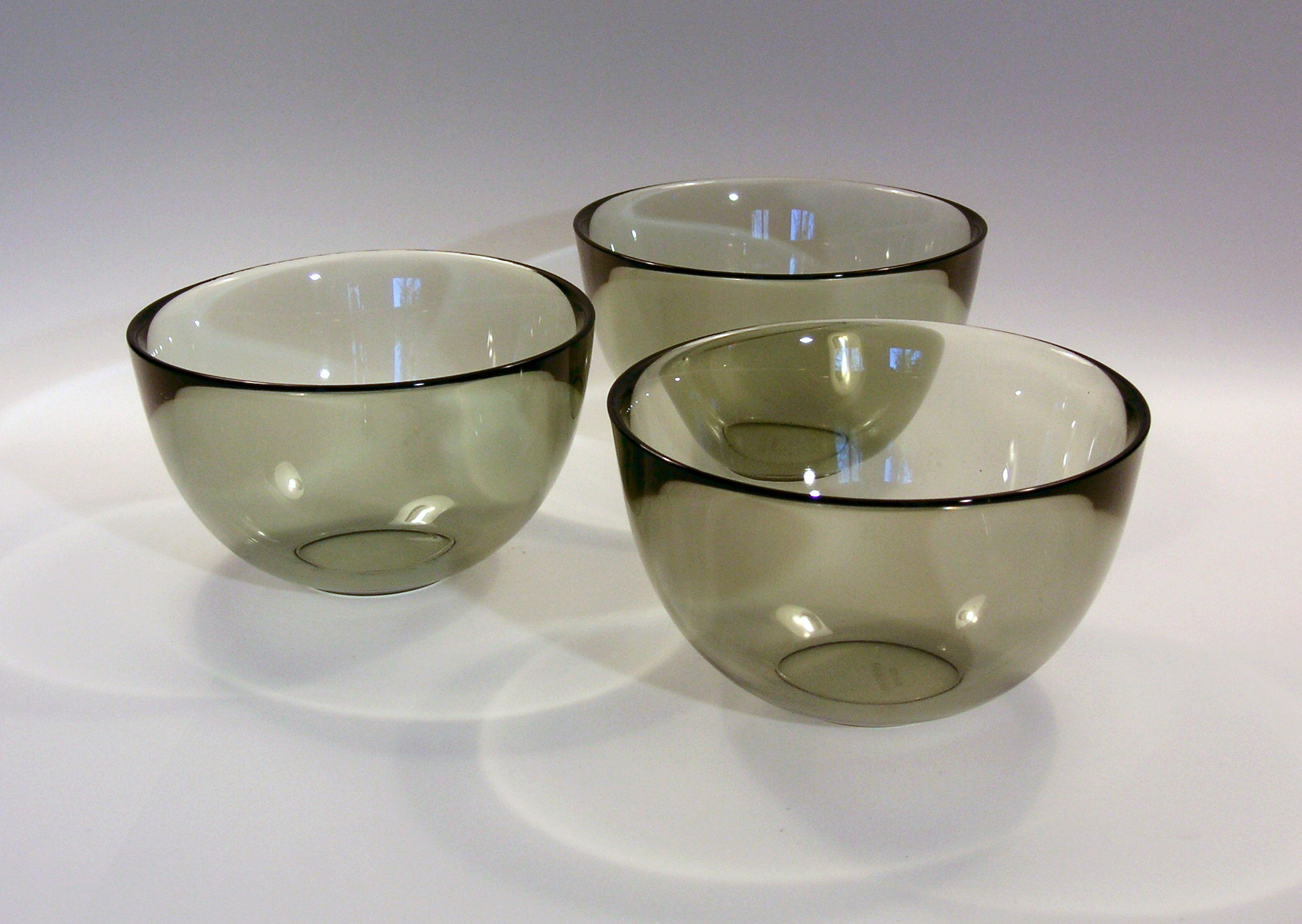
Orrefors, Sven Palmqvist "Fuga"

Svensk formgivning har länge präglats av stilitisk stramhet och enkelhet samt där man använder mycket naturmaterial[källa behövs].

## Formgivning och design i Sverige
Ofta slår sig flera designer ihop i ett designkontor. A&E Design, ett av Sveriges äldsta företag inom produktdesign, grundades 1968 av Tom Ahlström och Hans Ehrich och har blivit internationellt känt för sina handikappanpassade föremål. Ett annat är Ergonomidesign i Stockholm, grundat 1969, som arbetat med bland annat luftverktyg, kabinkannor för flyget, babyföremål och många olika hjälpmedel för reumatiker.
Utbildningen till designer sker på högskola och det finns flera olika inriktningar att välja. En formgivare kan erhålla skydd för sin design genom ansökan (registrering) hos PRV för Sverige eller hos Byrån för harmonisering inom den inre marknaden (varumärken och formgivning) för EU.
Några kända svenska formgivare är bl.a: Elsa Gullberg (textildesign), Sigvard Bernadotte (industridesign), Katja Geiger (kläddesign), Simon Gate (glasdesign), Hans Krondahl (textildesign), Wilhelm Kåge (keramikdesign), Stig Lindberg (keramik- och industridesign), Yngve Ekström (möbeldesign), Carl-Arne Breger (industridesign), Sixten Sason (industridesign), Ralph Lysell (industridesign), Astrid Sampe (textildesign), Gudrun Sjödén (kläddesign), Hans Ehrich (industridesign) och Maria Benktzon (industridesign).

## Utbildning i Sverige
Sverige förfogar över flera utbildningsplatser för blivande designer. I Sverige infördes en ny utbildnings- och examensstruktur i enlighet med Bolognaprocessen i samband med den så kallade högskolereformen 2007, då den nya högskoleförordningen trädde i kraft. 
Högskolan för design och konsthantverk, HDK, och Steneby - Institutionen för Konsthantverk och Design vid Göteborgs universitet, Konstfack i Stockholm, Textilhögskolan vid Högskolan i Borås, Designhögskolan i Umeå, Lunds universitet och Linnéuniversitetet (tidigare Växjö universitet, Kalmar högskola) erbjuder masterexamen i design på konstnärlig grund (Master of Fine Arts in Design). Man kan även ta sin kandidatexamen i design (Bachelor of Fine Arts in Design) vid ovanstående skolor.
Beckmans erbjuder endast kandidatexamen i design på konstnärlig grund (Bachelor of Fine Arts in Design).
Malmö Högskola, KTH, Chalmers, Linköpings universitet och flera andra högskolor erbjuder kandidatexamen i design på vetenskaplig grund.

## Glas och keramik
Knut Bergkvist är en tidig representant för svensk glaskonst.

## Möbeldesign
Carl Malmsten, Yngve Ekström och Bruno Mathsson har haft stark inverkan på svensk möbelformgivning.